# La Teste-de-Buch

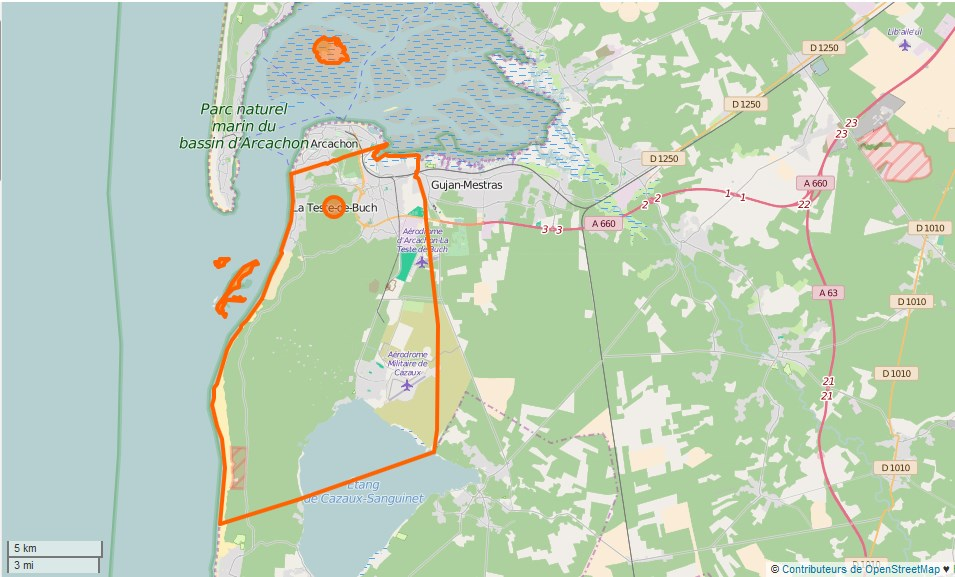
Gemeindegrenzen von La Teste-de-Buch

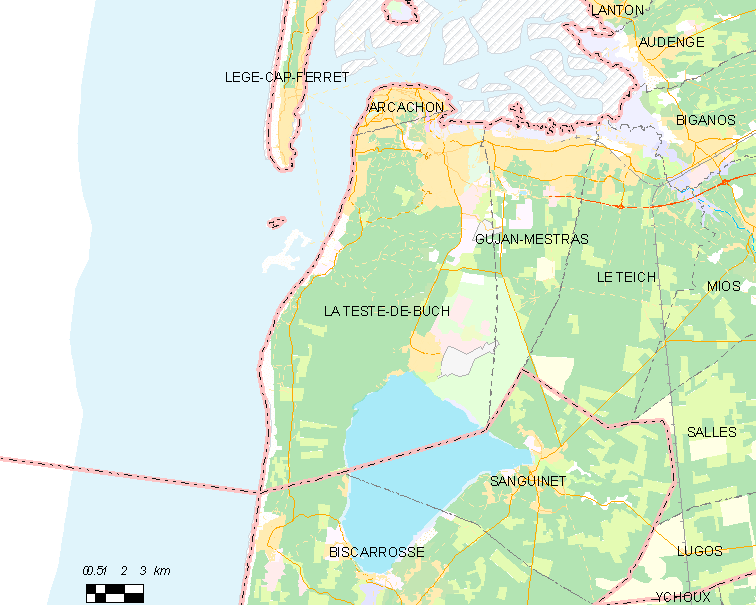
Umgebungskarte von La Teste-de-Buch

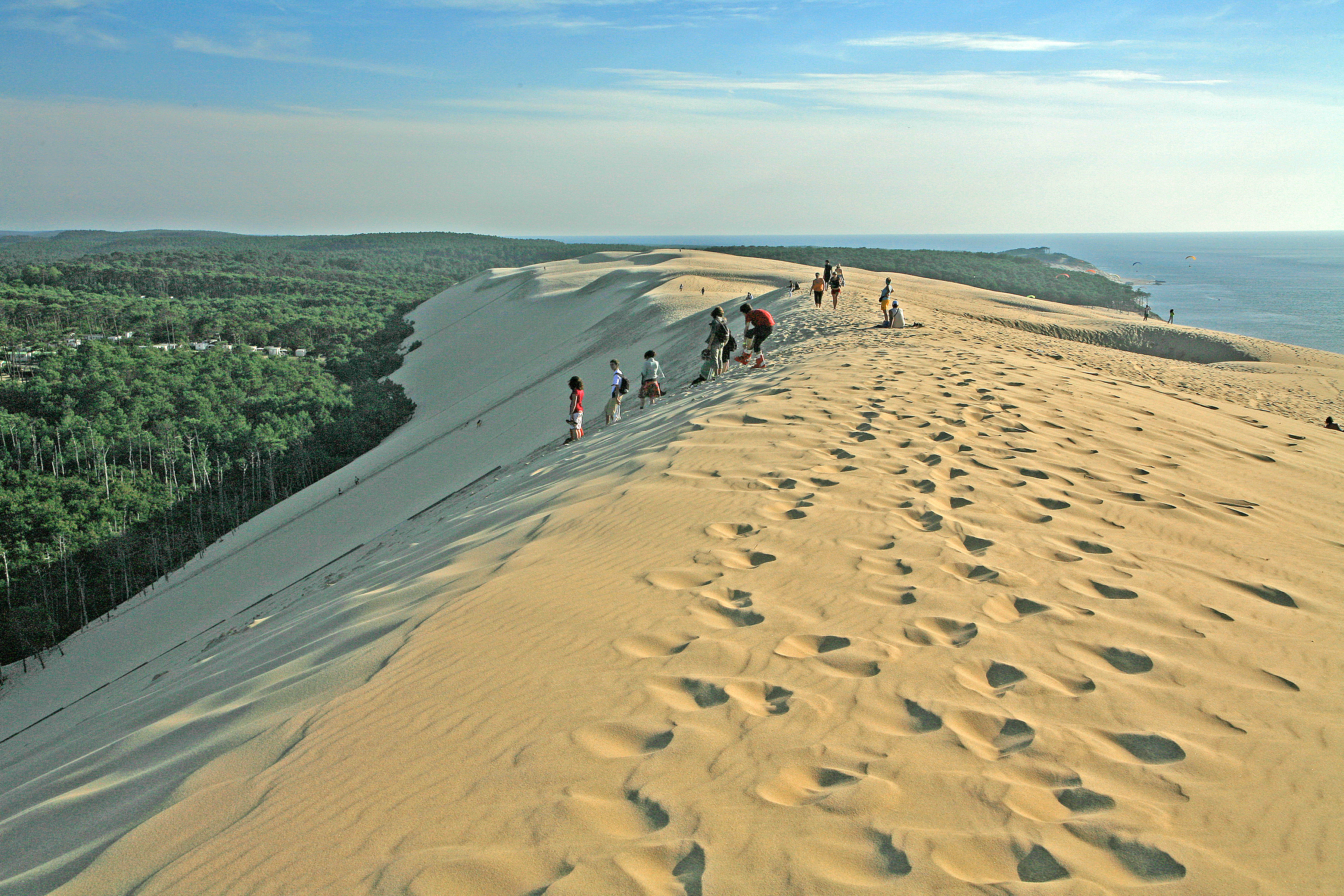
Die riesige Dune du Pilat

La Teste-de-Buch [la tɛst də byʃ]  (okzitanisch La Tèsta oder La Tèsta de Bug [la ˈtɛstə ðe ˈβyc]) ist eine französische Stadt mit 27.141 Einwohnern (Stand 1. Januar 2022) im Département Gironde in der Region Nouvelle-Aquitaine. Die Stadt liegt seit dem 1. Januar 2007 im Arrondissement Arcachon.  Das Bureau centralisateur des gleichnamigen Kantons befindet sich in der Gemeinde. Die Bewohner werden französisch Testerins und Testerines genannt, die Bewohner des Ortsteils Cazaux werden Cazalins und Cazalines genannt, die Bewohner des Ortsteils Pyla-sur-Mer werden Pylatais und Pylataises genannt.

## Geographie
Die Gemeinde liegt am südlichen Ufer des Bassins d’Arcachon und ist Uferzone des Meeresnaturparks Bassin d’Arcachon. Sie ist in die Ortsteile Cazaux (okzit. Casau), Pyla-sur-Mer (Lo Pilar) und La Teste Centre gegliedert.

## Bevölkerungsentwicklung
| Jahr                      | 1962   | 1968   | 1975   | 1982   | 1990   | 1999   | 2011   | 2017   |
| Einwohner                 | 11.085 | 15.064 | 15.831 | 18.038 | 20.331 | 22.970 | 24.505 | 26.078 |
| Quelle: Cassini und INSEE |        |        |        |        |        |        |        |        |

## Flora und Fauna
Auf der Île aux Oiseaux, einer Insel im Zentrum des Bassin d’Arcachon, finden sich jährlich Reiher, Brachvögel und Strandläufer ein. Das zur Gemeinde gehörende Naturschutzgebiet Banc d’Arguin, eine Sandbank in der Mündung des Bassin d’Arcachon, ist Brut-, Rast- und Überwinterungsplatz für zahlreiche Vogelarten.
Die größte Sanddüne Europas, die Dune du Pilat, rund 110 m hoch, liegt in dem zur Stadt gehörenden Gebiet und ist mittlerweile auch auf dem Wappen der Stadt zu sehen, das vorher ein Seepferdchen zierte. Sie wurde 1978 zum Naturschutzgebiet erklärt. Seitdem sind die etwa 135 Hektar der Düne und der umliegende Wald (ca. 4000 Hektar) geschützt.
La Teste-de-Buch ist ein Zentrum der Austernzucht.
Der Zoo du Bassin d’Arcachon befindet sich in La Teste-de-Buch.

## Verkehr
Vom Bahnhof in La Teste-de-Buch verkehren stündlich Züge nach Bordeaux. Die Reisedauer beträgt ungefähr 50 min; in Arcachon ist man in rund 10 min. In Cazaux befindet sich ein bedeutender Militärflugplatz der Luftstreitkräfte. Die kostenlos nutzbare Autoroute A660 endet wenige Kilometer östlich im Nachbarort Gujan-Mestras.

## Städtepartnerschaften
- Curepipe, Mauritius seit 1957
- Binghamton, New York, USA seit 1987
- Schwaigern, Deutschland seit 2004
- Chipiona, Spanien seit 2006

## Personen, die mit La Teste verbunden sind
- Robert Aron (1898–1975), französischer Schriftsteller und Akademiker, begraben auf dem Gemeindefriedhof von La Teste-de-Buch;
- Olivier Marchal (geb. 1958), wuchs in La Teste auf. Film- und Fernsehschauspieler und Regisseur. Seine Eltern führten eine Konditorei am Place Jean-Hameau;
- Georges Morel (* 1938 in La Teste-de-Buch), französischer Ruderer